# Babinicze (obwód grodzieński)
Babinicze (biał. Бабынічы) – wieś na Białorusi, położona w obwodzie grodzieńskim w rejonie słonimskim w wasilewickim sielsowiecie.
Wieś szlachecka położona była w końcu XVIII wieku w powiecie słonimskim województwa nowogródzkiego.